# Moody Teológiai Intézet
A Moody Teológiai Intézet (Moody Bible Institute, MBI) keresztény magánfőiskola az Amerikai Egyesült Államok Chicago városában. A Michigan állambeli Plymouth településen kihelyezett campus működik.
Az 1886-ban Dwight L. Moody által alapított intézmény a Zeneintézetek Nemzeti Szövetsége mellett számos keresztény iskolaszövetség akkreditációjával is rendelkezik. A teológiai alap- és mesterképzések mellett pszichológiai szaktanácsadói mesterképzést is kínálnak.
2012 óta az intézmény szövetségi támogatásokban részesült. Többen is jelezték, hogy a tiltás ellenére az iskola csak férfi hallgatókat vesz fel; 2016-ban a szabály módosítását ígérték. A panaszok megfogalmazásában segédkező Janay Garrick oktató munkaviszonyát később nem hosszabbították meg.

## Története
1883-ban Emma Dryer létrehozta a May Intézetet, melynek tagjai hetente imádkozásra és beszélgetésre gyűltek össze. Dwight L. Moodytól többen kérték, hogy alapítson a fiatalok keresztény képzésére alkalmas iskolát. A Moody által 1886. január 22-én összehívott gyűlésen megalapították a Chicagói Evangelizációs Társaságot, amely az alapító 1899-es halála után a Moody nevet vette fel. A későbbiekben az intézmény pénzügyi problémákkal küzdött, így James Martin Gray felkérésére Henry Parsons Crowell üzleti modellt hozott létre az intézmény számára.
2017 novemberében bejelentették, hogy a hallgatói létszám miatt a washingtoni campus megszűnik. Az elbocsátásoktól tartva az oktatói kar névtelen levelet írt az intézmény vezetőségének. Két hónappal később a rektor és az operatív igazgató is lemondott.

## Média
Az intézmény rádióadókat és könyvkiadót is fenntart. Az 1894-ben alapított Bible Institute Colportage Association 1926-ban hozzájárult az ország első nem kereskedelmi keresztény rádiójának (WMBI) elindulásához. Korábban Moody címmel magazint is kiadtak, azonban 2003-ban megszűnt, mivel az oktatásra kívántak koncentrálni.

## Fordítás
- Ez a szócikk részben vagy egészben  a   Moody Bible Institute című angol Wikipédia-szócikk ezen változatának fordításán alapul.  Az eredeti cikk szerkesztőit annak laptörténete sorolja fel. Ez a jelzés csupán a megfogalmazás eredetét és a szerzői jogokat jelzi, nem szolgál a cikkben szereplő információk forrásmegjelöléseként.